# Richard Braungart (Schriftsteller)

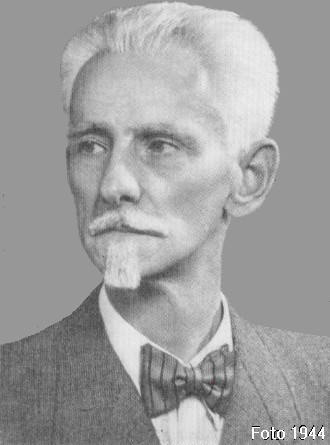
Richard Braungart, Schriftsteller und Kunstkritiker

Richard Braungart (* 19. Februar 1872 in Freising; † 20. Februar 1963 in München) war ein deutscher Schriftsteller und Kunstkritiker.

## Werdegang
Braungart wurde als Sohn des Landwirtschaftsprofessors Richard Braungart geboren. Nach dem Abitur am Gymnasium in Freising studierte er zunächst an der Universität München vier Jahre Rechtswissenschaft und im Anschluss weitere drei Jahre Kunst, Musik und Literatur.
Nach seiner Heirat und der Geburt der ersten Tochter nahm er 1903 eine Anstellung als Redakteur bei der Münchner Zeitung an, für die er mehr als 30 Jahre tätig war. In Braungarts Ressort fielen insbesondere die Theater- und Kunstberichterstattung. Nebenher war er ständiger Mitarbeiter verschiedener Zeitschriften, so bei der von Friedrich Bruckmann initiierten Zeitschrift Die Kunst für Alle, Westermanns Monatsheften, der Leipziger Illustrirten Zeitung und der in Berlin erscheinenden Zeitschrift Exlibris. Nach Kriegsende wurde er Kunstkritiker beim neu gegründeten Münchner Merkur.
Neben seiner redaktionellen Tätigkeit trat Braungart auch als Autor in Erscheinung. Neben zwei Gedichtbänden veröffentlichte er eine Reihe von Künstlerbiografien, so über August Benziger, Wilhelm Busch, Julius Diez, Josse Goossens, Eduard von Grützner, Ludwig Hartmann, Georg Papperitz, Max Rabe, die drei Brüder Schiestl und Karl Walther sowie eine Biografie über den Kunstsammler Otto Krebs.
Sein Spezialgebiet waren stets Gebrauchsgrafiken und Exlibris. Seine diesbezüglichen Werke gelten als Basiswerke dieser Kunstgattung. Die eigene umfangreiche Exlibris-Sammlung von Richard Braungart ist heute im Eigentum des Münchner Stadtmuseums.
Eine enge Freundschaft verband Braungart mit dem Komponisten Max Reger, dem er insbesondere in München zum Durchbruch verhalf. 1906 übernahm Reger aus Dank die Taufpatenschaft für Braungarts zweite Tochter Maximiliane.
Hervorzuheben ist noch eine intensive Brieffreundschaft mit Thomas Mann.
Braungart war Ehrenmitglied des Max-Reger-Instituts und der Deutschen Exlibris-Gesellschaft.

## Bücher von Richard Braungart
- Moderne deutsche Exlibris. 24 Seiten mit vielen Abbildungen im Text und 6 einfarbigen Tafeln, Verlag: Franz Hanfstaengl, München, 1909

- Erlebtes und Erträumtes. Gedichte. 140 Seiten, Verlag: Österreichische Verlagsanstalt, Linz/Wien/Leipzig, 1910

- Spitzwegs bürgerlicher Humor. Mit Briefen und Anekdoten des Künstlers Verlag: H. Schmidt, München, 1917

- Wilhelm Busch der lachende Weise. 92 Seiten mit ca. 80 Abbildungen, Verlag: Hugo Schmidt, München, 1917

- Neue Deutsche Exlibris. 35 Seiten, 96 Tafeln Verlag: Franz Hanfstaengl, München, 1919

- Julius Diez. 101 Seiten, 15 Tafeln, 78 Abbildungen im Text. Verlag: D. u. R. Bischoff, München, 1920

- Neue Deutsche Gelegenheitsgraphik. Zweite Folge. 28 Text-Seiten, 86 Bildtafeln, Verlag: Franz Hanfstaengl, München, 1921

- 100 deutsche Meisterexlibris. 100 auf Tafeln aufgelegte Exlibris, Verlag: Arthur Wolf, Wien, 1922

- August Benziger, Sein Leben und sein Werk. 68 Seiten mit 92 Abbildungen, Verlag: F. Bruckmann, 1922

- Das moderne Deutsche Gebrauchs-Exlibris. 102 Seiten mit 400 Abbildungen, Verlag: Franz Hanfstaengel, München, 1922

- Der Akt im modernen Exlibris. 44 Seiten mit zahlreichen Abbildungen, Verlag: Franz Hanfstaengl, München, 1922

- Deutsche Exlibris und andere Kleingraphik der Gegenwart. 104 Seiten mit vielen Abbildungen, Verlag: Hugo Schmidt, München, 1922

- Hans Wildermann Ex Libris. 109 Seiten, 56 s/w-Zeichnungen und -Abbildungen, Verlag: Gustav Bosse, Regensburg, 1922

- Das Exlibris der Dame. 40 Seiten mit vielen Abbildungen, Verlag: Franz Hanfstaengl, München, 1923

- Die drei Brüder Schiestl. 96 Seiten mit vielen Abbildungen, Verlag: Hugo Schmidt, München, 1923

- Neue Deutsche Akt-Exlibris. 168 Seiten, viele Abbildungen, Verlag: Franz Hanfstaengl, München, 1924

- Der Münchner Landschafts- und Pferdemaler Ludwig Hartmann. 52 Seiten mit 2 Portraits, 6 farbigen und 40 schwarzen Tafeln und 35 Abbildungen im Text, Verlag: Bayerland, München, 1925

- Josse Goossens (1876–1929). 50 Seiten Text mit 15 Textabbildungen und 80 Tafeln, Verlag: W. Greven, Krefeld, 1925

- Die Briefmarke als Spiegel des Volkscharakters. auf Seiten 917 – 922 in: Deutsches Volkstum 12/1929

- Karl Walther – Werk und Werden eines Impressionisten. 16 Seiten und 80 ganzseitige Abbildungen, Verlag: Münchner Verlag, vormals F. Bruckmann-Verlag 1948

- Freund Reger, Erinnerungen an Max Reger (1873–1916). 48 Seiten, Verlag: Gustav Bosse, Regensburg, 1949